# Lijst van presiderende bisschoppen van de Episcopaalse Kerk in de Verenigde Staten van Amerika

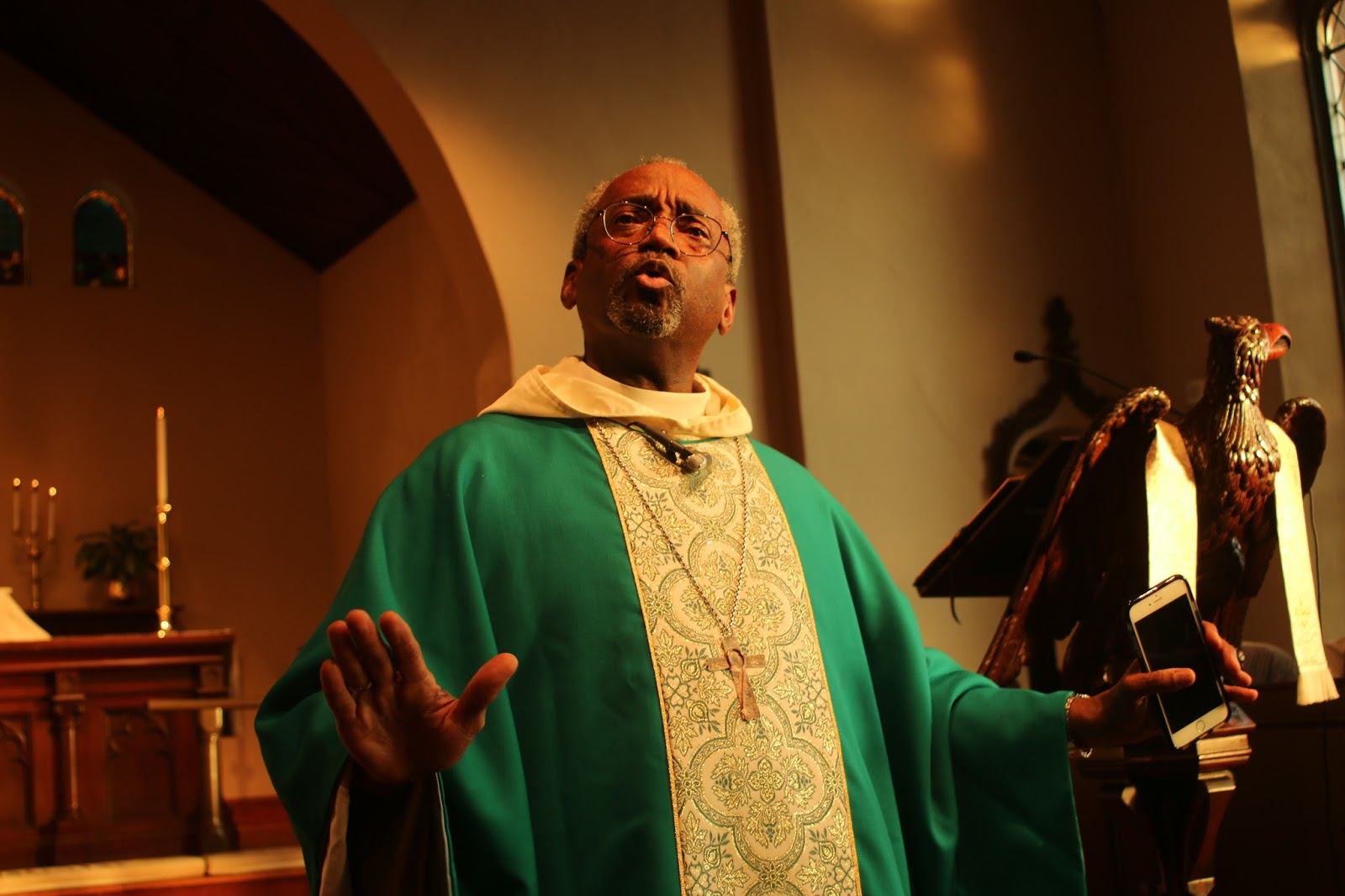
De huidige presiderende bisschop, Michael Curry (r. 2015-)

Wapenschild van de Episcopaalse Kerk

De Presiderende bisschop van de Episcopaalse Kerk in de Verenigde Staten van Amerika (Engels: Presiding Bishop) is het geestelijk hoofd van de episcopaalse (anglicaanse) kerk aldaar. Het ambt werd in 1789 ingesteld, toen de Episcopaalse Kerk zelfstandig werd ten opzichte van de Kerk van Engeland. Tot 1795 was het ambt van presiderende bisschop roterend. Van 1795 tot 1926 was de presiderende bisschop degene onder de bisschoppen die het langstzittend was (wijdings-senioriteit). Sinds 1926 wordt de presiderende bisschop gekozen.

## Lijst van presiderende bisschoppen van de Episcopaalse Kerk

### Roterend naar bisdom
| Afbeelding | Persoon                     | Periode                              | Bisdom       | Opmerking(en)                                |
| ---------- | --------------------------- | ------------------------------------ | ------------ | -------------------------------------------- |
|            | William White (1738-1836)   | 28 juli 1789 - 3 oktober 1789        | Pennsylvania | Van 1795-1836 eveneens presiderende bisschop |
|            | Samuel Seabury (1729-1796)  | 5 oktober 1789 - 8 september 1792    | Connecticut  |                                              |
|            | Samuel Provoost (1742-1815) | 13 september 1792 - 8 september 1795 | New York     |                                              |

### Naar wijdings-senioriteit
| Afbeelding | Persoon                               | Periode                              | Bisdom               | Opmerking(en)                                  |
| ---------- | ------------------------------------- | ------------------------------------ | -------------------- | ---------------------------------------------- |
|            | William White (1738-1836)             | 8 september 1795 - 17 juli 1836      | Pennsylvania         | Langstzittende presiderende bisschop (40 jaar) |
|            | Alexander Viets Griswold (1766-1843)  | 17 juli 1836 - 15 februari 1843      | Eastern              |                                                |
|            | Chase Philander (1775-1852)           | 15 februari 1843 - 20 september 1852 | Illinois             |                                                |
|            | Thomas Church Brownell (1779-1865)    | 20 september 1852 - 13 januari 1865  | Connecticut          |                                                |
|            | John Henry Hopkins (1792-1868)        | 13 januari 1865 - 9 januari 1868     | Vermont              |                                                |
|            | Benjamin Smith (1794-1884)            | 9 januari 1868 - 31 mei 1884         | Kentucky             |                                                |
|            | Alfred Lee (1807-1887)                | 31 mei 1884 - 12 april 1887          | Delaware             |                                                |
|            | John Williams (1817-1899)             | 12 april 1887 - 7 februari 1899      | Connecticut          |                                                |
|            | Thomas March Clark (1812-1903)        | 7 februari 1899 - 7 september 1903   | Rhode Island         |                                                |
|            | Daniel S. Tuttle (1837-1923)          | 7 september 1903 - 17 april 1923     | Missouri             |                                                |
|            | Alexander Charles Garrett (1832-1924) | 17 april 1923 - 18 februari 1924     | Dallas               |                                                |
|            | Ethelbert Talbot (1848-1928)          | 18 februari 1924 - 1 januari 1926    | Central Pennsylvania |                                                |

### Gekozen presiderende bisschoppen
| Afbeelding | Persoon                               | Periode                            | Bisdom         | Opmerking(en)                                                             |
| ---------- | ------------------------------------- | ---------------------------------- | -------------- | ------------------------------------------------------------------------- |
|            | John Gardner Murray (1857-1929)       | 1 januari 1926 - 3 oktober 1929    | Maryland       |                                                                           |
|            | Charles P. Anderson (1865-1930)       | 13 november 1929 - 30 januari 1930 | Chicago        |                                                                           |
|            | James DeWolf Perry (1871-1947)        | 26 maart 1930 - 31 december 1937   | Rhode Island   |                                                                           |
|            | Henry St. George Tucker (1874-1959)   | 1 januari 1938 - 31 december 1946  | Virginia       |                                                                           |
|            | Henry Knox Sherrill (1890-1980)       | 1 januari 1947 - 14 november 1958  | Massachusetts  |                                                                           |
|            | Arthur Carl Lichtenberger (1900-1968) | 15 november 1958 - 12 oktober 1964 | Missouri       |                                                                           |
|            | John E. Hines (1910-1997)             | 1 januari 1965 - 31 mei 1974       | Texas          |                                                                           |
|            | John Allin (1921-1998)                | 1 juni 1974 - 31 december 1985     | Mississippi    |                                                                           |
|            | Edmond L. Browning (1929-2016)        | 1 januari 1986 - 31 december 1997  | Hawaii         |                                                                           |
|            | Frank T. Griswold (1937-)             | 1 januari 1998 - 1 november 2006   | Chicago        | Verwant aan presiderende bisschop Alexander Viets Griswold (r. 1836-1843) |
|            | Katharine Jefferts Schori (1954-)     | 1 november 2006 - 1 november 2015  | Nevada         | Eerste vrouwelijke presiderende bisschop                                  |
|            | Michael Bruce Curry (1953-)           | 1 november 2015 -                  | North Carolina | Eerste presiderende bisschop van Afro-Amerikaanse afkomst                 |